# Saison 4 de The Rookie
Chronologie
Saison 3 Saison 5
La quatrième saison de la série télévisée américaine The Rookie : Le Flic de Los Angeles débute en septembre 2021 et s'achève en mai 2022, et est constituée de 22 épisodes.

## Généralités
- Aux États-Unis, la saison est diffusée à partir du 26 septembre 2021 sur le réseau ABC[1].
- En France, la saison est diffusée à partir du 7 janvier 2023 sur M6.

## Distribution

### Acteurs principaux
- Nathan Fillion (VF : Guillaume Orsat) : John Nolan
- Eric Winter (VF : Cédric Dumond) : Tim Bradford
- Melissa O'Neil (VF : Audrey Sourdive) : Lucy Chen
- Richard T. Jones (VF : Daniel Njo Lobé) : Wade Grey
- Alyssa Diaz (VF : Jessica Monceau) : Angela Lopez
- Mekia Cox (VF : Fily Keita) : Nyla Harper
- Shawn Ashmore (VF : Fabrice Trojani) : Wesley Evers
- Jenna Dewan (VF : Anouck Hautbois) : Bailey Nune
- Tru Valentino (VF : Alex Fondja) : Aaron Thorsen

### Acteurs récurrents
- Brent Huff (VF : Thierry Mercier) : Quigley Smitty (12 épisodes)
- Arjay Smith (VF : Ismael Isma) : James Murray (7 épisodes)
- Dylan Conrique (VF : Camille Gondard) : Tamara Collins (7 épisodes)
- Kanoa Goo (VF : Tony Marot) : Chris Sanford (6 épisodes)
- Bridget Regan (VF : Anne Massoteau) : Monica Stevens (6 épisodes)
- Brandon Jay McLaren (VF : Eilias Changuel) : Elijah Stone (5 épisodes)
- Helena Mattsson (VF : Noémie Orphelin) : Ashley McGrady, petite amie de Tim (épisodes 6, 10, 12 et 21)

### Invités
- Camille Guaty : Sandra de La Cruz (épisode 1)
- Kyle Secor : Agent Spécial Sam Taggart (épisode 1)
- Kamar de los Reyes (en) (VF : Jonathan Amram) : Ryan Caradine (épisodes 1 et 4)
- Gigi Zumbado : Abril Rodas (épisodes 1 et 9)
- Tricia Helfer (VF : Laura Préjean) : Claire Ivey (épisode 2)
- Christian Keyes : Alonzo Smith (épisode 3)
- Reggie Lee : Mike Weston (épisode 4)
- Patricia Belcher : Mme Crouch (épisode 5)
- Thomas Joseph Thyne : M. Edwards (épisode 5)
- Emily Chang : Mme Edwards (épisode 5)
- Enver Gjokaj : Donovan (épisodes 5 et 9)
- Pete Davidson : Pete Nolan (épisodes 5 et 22)
- Meg DeLacy (en) : Chastity Sneed (épisodes 5 et 22)
- Carsyn Rose (VF : Shana Dugenet Valmy) : Lila, fille de Nyla Harper (épisodes 5, 18 et 21)
- Peter Onorati : l'officier Jerry McGrady (épisode 6)
- Sean Gunn : chasseur de trésor (épisode 6)
- Michael Reilly Burke : Fred Mitchell (épisode 6)
- Maury Sterling : Marcus Lindsey (épisodes 6 et 7)
- John Marshall Jones : M. Andrews (épisode 7)
- Peyton List (VF : Stéphanie Hédin) : Gennifer « Genny » Bradford, sœur de Tim (épisodes 8 et 9)
- Matt Letscher (VF : Arnaud Arbessier) : Cooper Sanford (épisode 8)
- James Remar : Tom Bradford, père de Tim (épisode 9)
- Zayne Emory (VF : Oscar Douieb) : Henry Nolan (épisode 9)
- Steve Kazee (VF : Jérémy Bardeau) : Jason Wyler, ex-mari de Bailey (épisodes 9, 10 et 11)
- Matthew Glave : Oscar Hutchinson (épisodes 10 et 11)
- Flula Borg (VF : Jérôme Wiggins) : Randy (épisodes 10, 11 et 14)
- Ever Carradine : Evelyn Reed (épisode 11)
- Rome Flynn (VF : Vincent Touré) : Morris Mackey (épisodes 11, 15 et 16)
- Tamala Jones (VF : Annie Milon) : Yvonne Thorsen (épisodes 11 et 16)
- Patrick Fischler : M. Karga (épisode 12)
- Kayla Ewell (VF : Laëtitia Godès) : Margo Caine (épisodes 14 et 21)
- John Ross Bowie : Alan, producteur (épisode 14)
- Meera Rohit Kumbhani : Alicia Kaufman (épisode 14)
- Tonantzin Carmelo (en) : l'inspectrice Soledad Ramirez (épisode 14)
- Michael Trucco (VF : Ludovic Baugin) : substitut du procureur Sean DelMonte (épisodes 15 et 21)
- Josh Stamberg : Dexter Hayes (épisodes 15 et 16)
- Gilles Marini : Olivier Marceille (épisode 16)
- Raphael Sbarge : Jonah Russell (épisode 17)
- Olesya Rulin (VF : Maëlle Genet) : Danielle Bloomfield (épisode 18)
- Drew Seeley : Francis Bloomfield (épisode 18)
- Mark Harelik : William Bloomfield (épisode 18)
- Nik Sanchez : Silas March (épisode 18)
- Greg Grunberg : Larry Macer (épisode 18)
- Yuri Sardarov : Trevor Gurin (épisodes 19 et 20)
- Angel Parker (VF : Jacky Tavernier) : Luna Grey (épisode 21)
- Jane Daly (en) (VF : Colette Marie) : Patrice Evers, mère de Wesley (épisode 21)
- Jessika Van : Monica Ditmar (épisode 21)
- Patrick Cage : Jonah Cahill (épisode 21)
- Alan Tudyk : Ellroy Basso (épisode 22)
- Sara Rue : Nell Forester (épisode 22)
- Stephanie Arcila : Officier Gabrielle Navar (épisode 22)
- Michelle Bonilla : Martina Sanchez (épisode 22)

### Invités deThe Rookie: Feds
- Niecy Nash-Betts (VF : Laura Zichy) : agent spécial Simone Clark (épisodes 19 et 20)
- Frankie Faison (VF : Benoît Allemane) : Christopher « Cutty » Clark (épisodes 19 et 20)
- Felix Solis (VF : Marc Saez) : agent spécial superviseur Matthew « Matt » Garza (épisodes 19 et 20)

## Liste des épisodes

### Épisode 1:La vie et la mort
- États-Unis / Canada : 26 septembre 2021 sur ABC / CTV
- France : 6 janvier 2024 sur M6

- États-Unis : 3,03 millions de téléspectateurs (première diffusion)

### Épisode 2:Cinq minutes
- États-Unis / Canada : 3 octobre 2021 sur ABC / CTV

- États-Unis : 3,09 millions de téléspectateurs (première diffusion)

### Épisode 3:Dans la ligne de feu
- États-Unis / Canada : 10 octobre 2021 sur ABC / CTV

- États-Unis : 2,69 millions de téléspectateurs (première diffusion)

Nolan et Lucy interviennent sur un incendie dans une maison et sauvent un homme coincé à l'intérieur. Après l'extinction de l'incendie, les pompiers découvrent un corps. L’autopsie révèle une fracture du bassin et la mort avant que l'incendie ne se produise. Lopez enquête sur l'incendie suspect autour d’une piscine, révélant à Nolan et Bailey que plusieurs incendies similaires se sont produits au Nevada, suggérant qu'un tueur en série est en liberté.
Pendant leur pause repas, Nolan, Lucy, Tim, Harper et Webb sont témoins d'un tir sur un véhicule d'escorte privé. C’est l’œuvre d’un tireur d'élite qui réussit à échapper à Nolan. Harper et Aaron découvrent que le tireur d'élite a une expérience militaire pointue. Nolan et Lucy enquêtent sur trois suspects. Ils interrogent Aidan Merritt, qui les tient brièvement en otage dans sa  maison remplie d’armes, sous la menace d’une grenade dégoupillée. Nolan se saisit de la grenade en collaboration avec Lucy qui tire sur le suspect.

### Épisode 4:Chaud bouillant
- États-Unis / Canada : 17 octobre 2021 sur ABC / CTV

- États-Unis : 2,83 millions de téléspectateurs (première diffusion)

### Épisode 5:Acétylcholine
- États-Unis / Canada : 31 octobre 2021 sur ABC / CTV

- États-Unis : 2,64 millions de téléspectateurs (première diffusion)

### Épisode 6:Chasse au trésor
- États-Unis / Canada : 7 novembre 2021 sur ABC / CTV

- États-Unis : 2,72 millions de téléspectateurs (première diffusion)

### Épisode 7:Combat à mort
- États-Unis / Canada : 14 novembre 2021 sur ABC / CTV

- États-Unis : 2,59 millions de téléspectateurs (première diffusion)

### Épisode 8:Menace sur la ville
- États-Unis / Canada : 5 décembre 2021 sur ABC / CTV

- États-Unis : 2,78 millions de téléspectateurs (première diffusion)

### Épisode 9:Remise en cause
- États-Unis / Canada : 12 décembre 2021 sur ABC / CTV

- États-Unis : 2,66 millions de téléspectateurs (première diffusion)

### Épisode 10:Le cœur au bord des lèvres
- États-Unis / Canada : 2 janvier 2022 sur ABC / CTV

- États-Unis : 2,84 millions de téléspectateurs (première diffusion)

### Épisode 11:Dénouement
- États-Unis / Canada : 9 janvier 2022 sur ABC / CTV

- États-Unis : 2,85 millions de téléspectateurs (première diffusion)

### Épisode 12:Toc toc toc
- États-Unis / Canada : 23 janvier 2022 sur ABC / CTV

- États-Unis : 2,83 millions de téléspectateurs (première diffusion)

### Épisode 13:Les trois quêtes
- États-Unis / Canada : 30 janvier 2022 sur ABC / CTV

- États-Unis : 3,19 millions de téléspectateurs (première diffusion)

### Épisode 14:Tir à vue
- États-Unis / Canada : 27 février 2022 sur ABC / CTV

- États-Unis : 3,67 millions de téléspectateurs (première diffusion)

### Épisode 15:Témoin à abattre
- États-Unis / Canada : 6 mars 2022 sur ABC / CTV

- États-Unis : 3,88 millions de téléspectateurs (première diffusion)

### Épisode 16:Un meurtre pour de vrai
- États-Unis / Canada : 13 mars 2022 sur ABC / CTV

- États-Unis : 3,29 millions de téléspectateurs (première diffusion)

### Épisode 17:Négociation
- États-Unis / Canada : 3 avril 2022 sur ABC / CTV

- États-Unis : 3,50 millions de téléspectateurs (première diffusion)

### Épisode 18:Traîtres
- États-Unis / Canada : 10 avril 2022 sur ABC / CTV

- États-Unis : 3,53 millions de téléspectateurs (première diffusion)

Nolan et Lucy s'associent à Larry Le Blaireau Macer qui travaille maintenant pour la police ferroviaire, pour enquêter sur le vol d'un train de frêt, où seul un vase a été volé parmi les marchandises saisies au millionnaire et désormais condamné William Bloomfield. Avec Lopez et Harper, ils apprennent que Brian Shab, le compagnon de cellule de Bloomfield, a volé le vase, mais ils le retrouvent ensuite mort chez lui, le vase cassé à ses côtés. Après reconstitution par les services techniques, il apparaît qu’un morceau est manquant. En comparant avec la photo de l’objet lorsqu’il avait été saisi, Larry Macer met en évidence que ce morceau manquant avait un numéro de compte bancaire Suisse dessus, ce qui semble être la raison pour laquelle il a été volé. Bloomfield accuse ses propres enfants, tout en révélant qu’ils leur manquent le mot de passe, dissimulé dans un autre objet saisi, qui arrive justement en train le soir même. Nolan, Lucy et Larry retournent à la gare pour le réceptionner mais changent de direction car une voiture en feu sur les rails a déclenché une procédure de sécurité. Là, ils ne trouvent pas un, mais tous les enfants de William qui se battent pour l'objet.
Aaron a du mal à trouver son "super pouvoir" que tout bon patrouilleur doit avoir, selon Tim. Mais après avoir raisonné un homme en liberté conditionnelle voulant rendre visite à son enfant, Tim note que son expérience en prison lui donne la capacité de sympathiser avec les personnes qui ont vécu la même chose.

### Épisode 19:Simone
- États-Unis / Canada : 24 avril 2022 sur ABC / CTV

- États-Unis : 3,95 millions de téléspectateurs (première diffusion)

### Épisode 20:Enervo
- États-Unis / Canada : 1er mai 2022 sur ABC / CTV

- États-Unis : 4,17 millions de téléspectateurs (première diffusion)

### Épisode 21:La fête des mères
- États-Unis / Canada : 8 mai 2022 sur ABC / CTV

- États-Unis : 3,68 millions de téléspectateurs (première diffusion)

### Épisode 22:Remplacement au pied levé
- États-Unis / Canada : 15 mai 2022 sur ABC / CTV

- États-Unis : 2,78 millions de téléspectateurs (première diffusion)